# Medaliści igrzysk olimpijskich w triathlonie

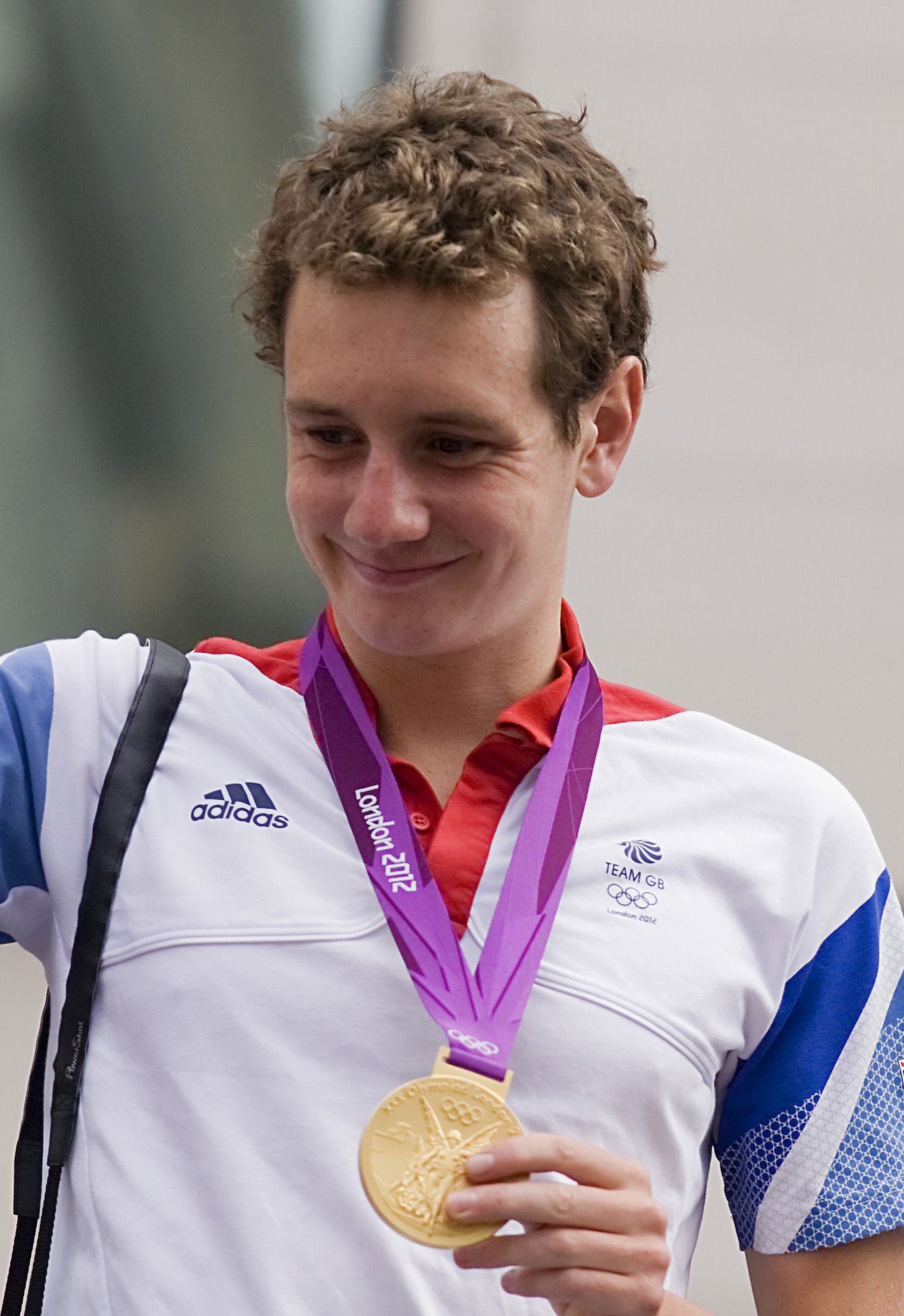
Alistair Brownlee – dwukrotny mistrz olimpijski w triathlonie

Medaliści igrzysk olimpijskich w triathlonie – zestawienie zawodników i zawodniczek, którzy przynajmniej raz stanęli na podium zawodów olimpijskich w triathlonie.
Triathlon znajduje się w programie letnich igrzysk olimpijskich od igrzysk w Sydney w 2000 roku. Na każdych kolejnych igrzyskach przeprowadzana jest rywalizacja indywidualna kobiet i mężczyzn. Do programu igrzysk w Tokio dołączono dodatkową konkurencję – sztafetę mieszaną. Dystans olimpijski w triathlonie, na którym od początku rozgrywane są zawody o medale igrzysk olimpijskich, składa się z pływania na dystansie 1500 m, wyścigu kolarskiego na 40 km i biegu na 10 km.
Najwięcej medali olimpijskich w triathlonie – jedenaście – wywalczyli zawodnicy i zawodniczki z Wielkiej Brytanii (cztery złote, trzy srebrne i cztery brązowe), natomiast triathloniści ze Szwajcarii zdobyli ich sześć. Jedynym czterokrotnym medalistą w triathlonie jest Alex Yee, który w latach 2020–2024 zdobył dwa złote medale, jeden srebrny i jeden brązowy. Alistair Brownlee jako jedyny obronił tytuł mistrza olimpijskiego i jest jedynym dwukrotnym złotym medalistą olimpijskim w zawodach indywidualnych. Wśród kobiet najbardziej utytułowana jest Georgia Taylor-Brown, w dorobku której jest złoty, srebrny i brązowy medal olimpijski.

## Medaliści chronologicznie

### Zawody indywidualne mężczyzn
W tabeli przedstawiono medalistów olimpijskich w zawodach indywidualnych mężczyzn w triathlonie w latach 2000–2020. Dwukrotnie na podium olimpijskim w tej konkurencji stanęli Alistair Brownlee, Bevan Docherty i Jonathan Brownlee.
| Rok i miejsce        |                 | Złoto                |                 | Srebro            |                   | Brąz              | Źr.   |
| -------------------- | --------------- | -------------------- | --------------- | ----------------- | ----------------- | ----------------- | ----- |
| 2000, Sydney         | Kanada          | Simon Whitfield      | Niemcy          | Stephan Vuckovic  | Czechy            | Jan Řehula        | [ 3 ] |
| 2004, Ateny          | Nowa Zelandia   | Hamish Carter        | Nowa Zelandia   | Bevan Docherty    |                   | Sven Riederer     | [ 4 ] |
| 2008, Pekin          | Niemcy          | Jan Frodeno          | Kanada          | Simon Whitfield   | Nowa Zelandia     | Bevan Docherty    | [ 5 ] |
| 2012, Londyn         | Wielka Brytania | Alistair Brownlee    | Hiszpania       | Javier Gómez      | Wielka Brytania   | Jonathan Brownlee | [ 6 ] |
| 2016, Rio de Janeiro | Wielka Brytania | Alistair Brownlee    | Wielka Brytania | Jonathan Brownlee | Południowa Afryka | Henri Schoeman    | [ 7 ] |
| 2020, Tokio          | Norwegia        | Kristian Blummenfelt | Wielka Brytania | Alex Yee          | Nowa Zelandia     | Hayden Wilde      | [ 8 ] |
| 2024, Paryż          | Wielka Brytania | Alex Yee             | Nowa Zelandia   | Hayden Wilde      | Francja           | Léo Bergère       | [ 9 ] |

### Zawody indywidualne kobiet
Poniżej znajduje się zestawienie medalistek olimpijskich w zawodach indywidualnych kobiet w triathlonie w latach 2000–2020. W rywalizacji kobiet jedyną zawodniczką, która zdobyła dwa medale olimpijskie, jest Nicola Spirig Hug.
| Rok i miejsce        |                   | Złoto               |                 | Srebro               |                   | Brąz           | Źr.    |
| -------------------- | ----------------- | ------------------- | --------------- | -------------------- | ----------------- | -------------- | ------ |
| 2000, Sydney         |                   | Brigitte McMahon    | Australia       | Michellie Jones      |                   | Magali Messmer | [ 10 ] |
| 2004, Ateny          | Austria           | Kate Allen          | Australia       | Loretta Harrop       | Stany Zjednoczone | Susan Williams | [ 11 ] |
| 2008, Pekin          | Australia         | Emma Snowsill       | Portugalia      | Vanessa Fernandes    | Australia         | Emma Moffatt   | [ 12 ] |
| 2012, Londyn         |                   | Nicola Spirig       | Szwecja         | Lisa Nordén          | Australia         | Erin Densham   | [ 13 ] |
| 2016, Rio de Janeiro | Stany Zjednoczone | Gwen Jorgensen      |                 | Nicola Spirig Hug    | Wielka Brytania   | Vicky Holland  | [ 14 ] |
| 2020, Tokio          | Bermudy           | Flora Duffy         | Wielka Brytania | Georgia Taylor-Brown | Stany Zjednoczone | Katie Zaferes  | [ 15 ] |
| 2024, Paryż          | Francja           | Cassandre Beaugrand |                 | Julie Derron         | Wielka Brytania   | Beth Potter    |        |

### Sztafeta mieszana
Sztafeta mieszana w triathlonie, w skład której wchodzą zespoły czteroosobowe, złożone z dwóch kobiet i dwóch mężczyzn, wprowadzona została do programu igrzysk olimpijskich w 2020 roku. Poniżej przedstawiono medalistów w tej konkurencji.
| Rok i miejsce | Złoto                                                                             | Srebro                                                       | Brąz                                                                    | Źr.    |
| ------------- | --------------------------------------------------------------------------------- | ------------------------------------------------------------ | ----------------------------------------------------------------------- | ------ |
| 2020, Tokio   | Wielka Brytania Jessica Learmonth Jonathan Brownlee Georgia Taylor-Brown Alex Yee | USA Katie Zaferes Kevin McDowell Taylor Knibb Morgan Pearson | Francja Léonie Périault Dorian Coninx Cassandre Beaugrand Vincent Luis  | [ 16 ] |
| 2024, Paryż   | Niemcy Tim Hellwig Laura Lindemann Lasse Lührs Lisa Tertsch                       | USA Taylor Knibb Morgan Pearson Seth Rider Taylor Spivey     | Wielka Brytania Sam Dickinson Beth Potter Georgia Taylor-Brown Alex Yee |        |

## Klasyfikacje medalowe

### Klasyfikacja zawodników

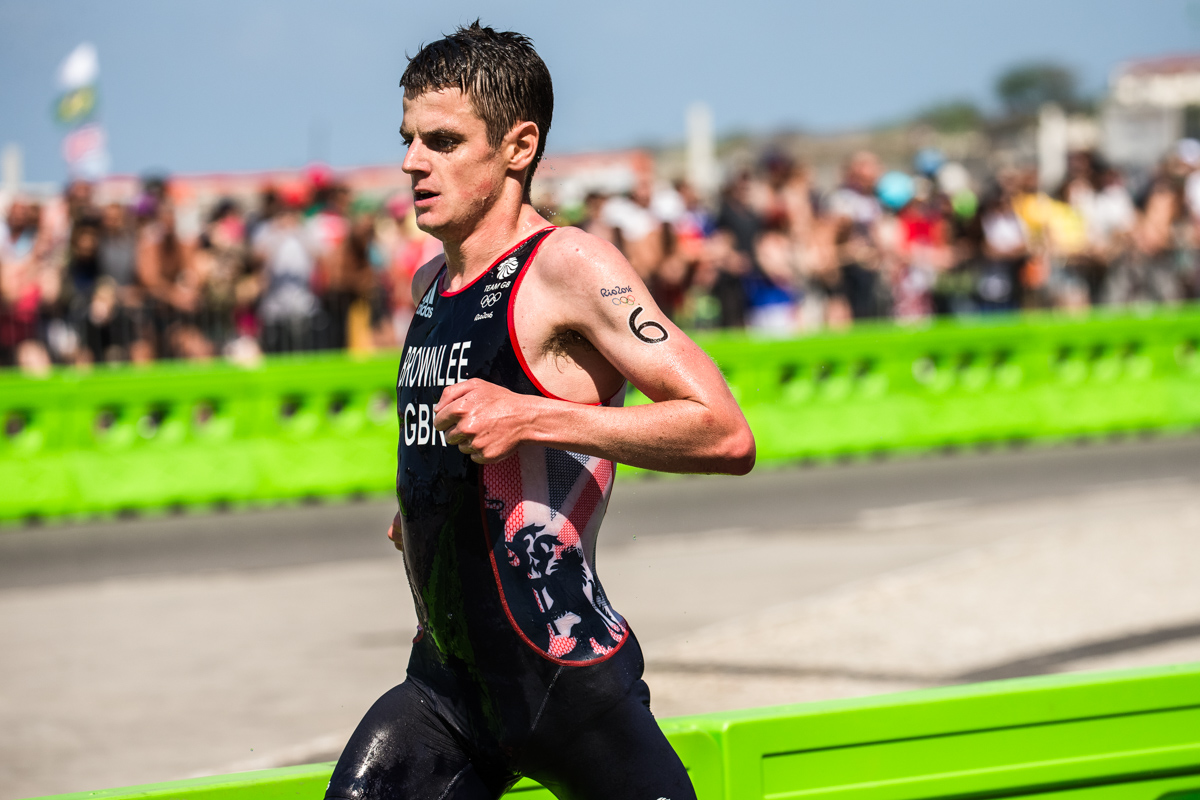
Jonathan Brownlee – trzykrotny medalista olimpijski w triathlonie

W poniższym zestawieniu ujęto klasyfikację zawodników, którzy zdobyli przynajmniej jeden medal olimpijski w triathlonie. W przypadku, gdy dwóch lub więcej zawodników zdobyło tę samą liczbę medali wszystkich kolorów, wzięto pod uwagę najpierw kolejność chronologiczną, a następnie porządek alfabetyczny.
| Miejsce | Zawodnik             | Państwo           | Lata      | Złoto | Srebro | Brąz | Razem |
| ------- | -------------------- | ----------------- | --------- | ----- | ------ | ---- | ----- |
| 1.      | Alex Yee             | Wielka Brytania   | 2020–2024 | 2     | 1      | 1    | 4     |
| 2.      | Alistair Brownlee    | Wielka Brytania   | 2012–2016 | 2     | –      | –    | 2     |
| 3.      | Jonathan Brownlee    | Wielka Brytania   | 2012–2020 | 1     | 1      | 1    | 3     |
| 4.      | Simon Whitfield      | Kanada            | 2000      | 1     | –      | –    | 1     |
| 4.      | Hamish Carter        | Nowa Zelandia     | 2004      | 1     | –      | –    | 1     |
| 4.      | Jan Frodeno          | Niemcy            | 2008      | 1     | –      | –    | 1     |
| 4.      | Kristian Blummenfelt | Norwegia          | 2020      | 1     | –      | –    | 1     |
| 8.      | Morgan Pearson       | USA               | 2020–2024 | –     | 2      | –    | 2     |
| 9.      | Bevan Docherty       | Nowa Zelandia     | 2004–2008 | –     | 1      | 1    | 2     |
| 10.     | Hayden Wilde         | Nowa Zelandia     | 2020–2024 | –     | 1      | 1    | 2     |
| 11.     | Stephan Vuckovic     | Niemcy            | 2000      | –     | 1      | –    | 1     |
| 11.     | Simon Whitfield      | Kanada            | 2008      | –     | 1      | –    | 1     |
| 11.     | Javier Gómez         | Hiszpania         | 2012      | –     | 1      | –    | 1     |
| 11.     | Kevin McDowell       | USA               | 2020      | –     | 1      | –    | 1     |
| 11.     | Seth Rider           | Niemcy            | 2024      | –     | 1      | –    | 1     |
| 11.     | Tim Hellwig          | Niemcy            | 2024      | –     | 1      | –    | 1     |
| 11.     | Lasse Lührs          | USA               | 2024      | –     | 1      | –    | 1     |
| 18.     | Jan Řehula           | Czechy            | 2000      | –     | –      | 1    | 1     |
| 18.     | Sven Riederer        | Szwajcaria        | 2004      | –     | –      | 1    | 1     |
| 18.     | Henri Schoeman       | Południowa Afryka | 2016      | –     | –      | 1    | 1     |
| 18.     | Dorian Coninx        | Francja           | 2020      | –     | –      | 1    | 1     |
| 18.     | Vincent Luis         | Francja           | 2020      | –     | –      | 1    | 1     |
| 18.     | Léo Bergère          | Francja           | 2024      | –     | –      | 1    | 1     |
| 18.     | Sam Dickinson        | Wielka Brytania   | 2024      | –     | –      | 1    | 1     |

### Klasyfikacja zawodniczek

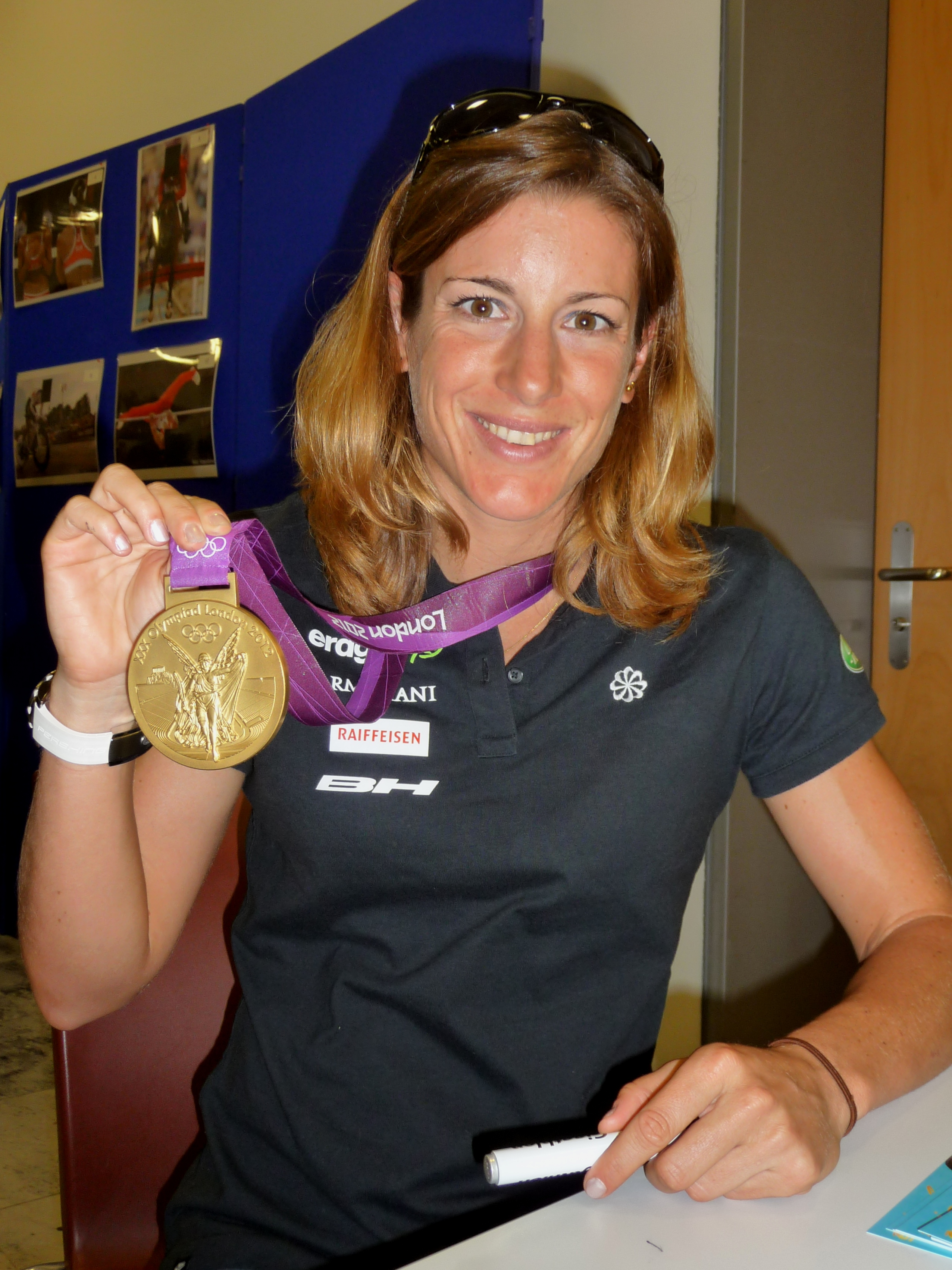
Nicola Spirig Hug – mistrzyni i wicemistrzyni olimpijska w triathlonie

W poniższym zestawieniu ujęto klasyfikację zawodniczek, które zdobyły przynajmniej jeden medal olimpijski w triathlonie. W przypadku, gdy dwie lub więcej zawodniczek zdobyło tę samą liczbę medali wszystkich kolorów, wzięto pod uwagę najpierw kolejność chronologiczną, a następnie porządek alfabetyczny.
| Miejsce | Zawodniczka          | Państwo         | Lata      | Złoto | Srebro | Brąz | Razem |
| ------- | -------------------- | --------------- | --------- | ----- | ------ | ---- | ----- |
| 1.      | Georgia Taylor-Brown | Wielka Brytania | 2020–2024 | 1     | 1      | 1    | 3     |
| 2.      | Nicola Spirig Hug    | Szwajcaria      | 2012–2016 | 1     | 1      | –    | 2     |
| 3.      | Cassandre Beaugrand  | Francja         | 2020–2024 | 1     | –      | 1    | 2     |
| 4.      | Brigitte McMahon     | Szwajcaria      | 2000      | 1     | –      | –    | 1     |
| 4.      | Kate Allen           | Austria         | 2004      | 1     | –      | –    | 1     |
| 4.      | Emma Snowsill        | Australia       | 2008      | 1     | –      | –    | 1     |
| 4.      | Gwen Jorgensen       | USA             | 2016      | 1     | –      | –    | 1     |
| 4.      | Flora Duffy          | Bermudy         | 2020      | 1     | –      | –    | 1     |
| 4.      | Jessica Learmonth    | Wielka Brytania | 2020      | 1     | –      | –    | 1     |
| 10.     | Katie Zaferes        | USA             | 2020      | –     | 1      | 1    | 2     |
| 11.     | Michellie Jones      | Australia       | 2000      | –     | 1      | –    | 1     |
| 11.     | Loretta Harrop       | Australia       | 2004      | –     | 1      | –    | 1     |
| 11.     | Vanessa Fernandes    | Portugalia      | 2008      | –     | 1      | –    | 1     |
| 11.     | Lisa Nordén          | Szwecja         | 2012      | –     | 1      | –    | 1     |
| 11.     | Taylor Knibb         | USA             | 2020      | –     | 1      | –    | 1     |
| 11.     | Julie Derron         | Szwajcaria      | 2020      | –     | 1      | –    | 1     |
| 17.     | Beth Potter          | Wielka Brytania | 2024      | –     | –      | 2    | 2     |
| 18.     | Vicky Holland        | Wielka Brytania | 2016      | –     | –      | 1    | 1     |
| 18.     | Magali Messmer       | Szwajcaria      | 2000      | –     | –      | 1    | 1     |
| 18.     | Susan Williams       | USA             | 2004      | –     | –      | 1    | 1     |
| 18.     | Emma Moffatt         | Australia       | 2008      | –     | –      | 1    | 1     |
| 18.     | Erin Densham         | Australia       | 2012      | –     | –      | 1    | 1     |
| 18.     | Léonie Périault      | Francja         | 2020      | –     | –      | 1    | 1     |

### Klasyfikacja państw
Poniższa tabela przedstawia klasyfikację państw, które zdobyły przynajmniej jeden medal olimpijski w triathlonie. Uwzględniono wspólnie medale zdobyte przez mężczyzn i kobiety.
| Miejsce | Państwo           | Złoto | Srebro | Brąz | Razem |
| ------- | ----------------- | ----- | ------ | ---- | ----- |
| 1.      | Wielka Brytania   | 4     | 3      | 4    | 11    |
| 2.      | Szwajcaria        | 2     | 2      | 2    | 6     |
| 3.      | Niemcy            | 2     | 1      | –    | 3     |
| 4.      | Australia         | 1     | 2      | 2    | 5     |
| 4.      | Nowa Zelandia     | 1     | 2      | 2    | 5     |
| 4.      | USA               | 1     | 2      | 2    | 5     |
| 7.      | Kanada            | 1     | 1      | –    | 2     |
| 8.      | Francja           | 1     | –      | 2    | 3     |
| 9.      | Austria           | 1     | –      | –    | 1     |
| 9.      | Bermudy           | 1     | –      | –    | 1     |
| 9.      | Norwegia          | 1     | –      | –    | 1     |
| 12.     | Hiszpania         | –     | 1      | –    | 1     |
| 12.     | Portugalia        | –     | 1      | –    | 1     |
| 12.     | Szwecja           | –     | 1      | –    | 1     |
| 15.     | Czechy            | –     | –      | 1    | 1     |
| 15.     | Południowa Afryka | –     | –      | 1    | 1     |

#### Klasyfikacja państw według lat
W poniższej tabeli zestawiono państwa według liczby medali zdobytych w triathlonie podczas kolejnych edycji letnich igrzysk olimpijskich. Przedstawiono sumę wszystkich medali (złotych, srebrnych i brązowych) we wszystkich konkurencjach łącznie.
| Państwo           | '00 | '04 | '08 | '12 | '16 | '20 | suma |
| ----------------- | --- | --- | --- | --- | --- | --- | ---- |
| Australia         | 1   | 1   | 2   | 1   | –   | –   | 5    |
| Austria           | –   | 1   | –   | –   | –   | –   | 1    |
| Bermudy           | –   | –   | –   | –   | –   | 1   | 1    |
| Czechy            | 1   | –   | –   | –   | –   | –   | 1    |
| Francja           | –   | –   | –   | –   | –   | 1   | 1    |
| Hiszpania         | –   | –   | –   | 1   | –   | –   | 1    |
| Kanada            | 1   | –   | 1   | –   | –   | –   | 2    |
| Niemcy            | 1   | –   | 1   | –   | –   | –   | 2    |
| Norwegia          | –   | –   | –   | –   | –   | 1   | 1    |
| Nowa Zelandia     | –   | 2   | 1   | –   | –   | 1   | 4    |
| Południowa Afryka | –   | –   | –   | –   | 1   | –   | 1    |
| Portugalia        | –   | –   | 1   | –   | –   | –   | 1    |
| Szwajcaria        | 2   | 1   | –   | 1   | 1   | –   | 5    |
| Szwecja           | –   | –   | –   | 1   | –   | –   | 1    |
| USA               | –   | 1   | –   | –   | 1   | 2   | 4    |
| Wielka Brytania   | –   | –   | –   | 2   | 3   | 3   | 8    |
| Suma              | 6   | 6   | 6   | 6   | 6   | 9   | 39   |

#### Klasyfikacja państw według konkurencji
W poniższej tabeli przedstawiono liczbę medali zdobytych przez poszczególne państwa w konkurencjach w triathlonie.
| Państwo           | mężczyźni | kobiety | sztafeta | suma |
| ----------------- | --------- | ------- | -------- | ---- |
| Australia         | –         | 5       | –        | 5    |
| Austria           | –         | 1       | –        | 1    |
| Bermudy           | –         | 1       | –        | 1    |
| Czechy            | 1         | –       | –        | 1    |
| Francja           | –         | –       | 1        | 1    |
| Hiszpania         | 1         | –       | –        | 1    |
| Kanada            | 2         | –       | –        | 2    |
| Niemcy            | 2         | –       | –        | 2    |
| Norwegia          | 1         | –       | –        | 1    |
| Nowa Zelandia     | 4         | –       | –        | 4    |
| Południowa Afryka | 1         | –       | –        | 1    |
| Portugalia        | –         | 1       | –        | 1    |
| Szwajcaria        | 1         | 4       | –        | 5    |
| Szwecja           | –         | 1       | –        | 1    |
| USA               | –         | 3       | 1        | 4    |
| Wielka Brytania   | 5         | 2       | 1        | 8    |
| Suma              | 18        | 18      | 3        | 39   |